# Mimasyngenes lepidotus
Mimasyngenes lepidotus är en skalbaggsart som beskrevs av Clarke 2007. Mimasyngenes lepidotus ingår i släktet Mimasyngenes och familjen långhorningar. Inga underarter finns listade i Catalogue of Life.